# Sulejman ibn Kutalmiš
Sulejman ibn Kutalmiš (turško I. Süleyman Şah, staro anatolsko turško سُلَیمان بن قُتَلمِش, Kutalmışoğlu Suleiman, perzijsko سلیمان بن قتلمش‎) je bil ustanovitelj neodvisne seldžuške turške države in od leta 1077 do svoje smrti sultan Sultanata Rum, * neznano, † 4. junij 1086, Antiohija. 
Sulejman je bil sin Kutalmiša, ki se je neuspešno vojskoval s svojim bratrancem Alp Arslanom za prestol v Seldžuškem imperiju. Po Kutalmiševi smrti leta 1064 so Sulejman in trije njegovi bratje pobegnili čez mejo v gore Taurusa in dobili zatočišče pri tamkajšnjih turkmeskih plemenih. Alp Arslan je proti njim poslal več kazenskih odprav. Od štirih bratov je preživel samo Sulejman, ki je uspel utrditi svoj položaj  vodje Turkmenov.
Leta 1078 je bizantinski cesar Mihael VII. Dukas prosil Sulejmana za pomoč v vojni proti Nikiforju Botanijatu, poveljniku Anatolske teme, ki se je poskušal dokopati do bizantinskega prestola. Sulejman je med Kütahyo in Nikejo prestregel majhno Botanijatovo vojsko in se po ponudbi, ki je presegala cesarjevo, dal prepričati, da se pridruži upornikom. Botanijatov upor je uspel in Sulejman je v zameno za podporo dobil dovoljenje za naselitev Turkmenov na azijski strani Bosporja nasproti Konstantinopla. 
Dve leti kasneje je Sulejman podprl Nikiforja Melisena, še enega pretendenta na bizantinski prestol. Melisen je kasneje odprl vrata Nikeje in dovolil Sulejmanu, da tam ustanovi stalno oporišče. Sulejmann je kmalu zatem osvojil celo Bitinijo, s čimer je prekinil komunikacije med Konstantinoplom in bizantinskimi ozemlji v Anatoliji. 
Leta 1084 je Sulejman zapustil Nikejo in oblast v mestu prepustil svojemu sorodniku Abdul Kasimu.
Sulejman je začel širiti svoje kraljestvo. Leta 1084 je osvojil Antiohijo in pobil njene prebivalce. Izropal je zakladnico cerkve sv. Kasijana in cerkev pretvoril v mošejo. Leta 1086 ga je pri Antiohiji ubil Tutuš I., seldžuški vladar Sirije. Sulejmanov sin Kilič Arslan I. je bil ujet. Malik Šah I. ga je za talca odpeljal v Isfahan. 
Po smrti Malik Šaha I. se je Kilič Arslan I. vrnil v Anatolijo in prevzel oblast v Sultanatu Rum. 